# Il sabba
Il sabba (Akelarre) è un film del 2020 diretto da Pablo Agüero.
La pellicola, che mostra un processo di stregoneria nella Spagna degli inizi del XVII secolo, è stata presentata il 19 settembre 2020 al Festival internazionale del cinema di San Sebastián, quindi nel mese successivo è stata distribuita in Spagna mentre dall'11 marzo 2021 è stata pubblicata su Netflix. Ai Premi Goya 2021 il film ha ottenuto ben 9 candidature conseguendo 5 premi, tutti di carattere tecnico.

## Trama
Paesi Baschi, 1609. Cinque ragazze e una bambina vengono arrestate con l'accusa di aver partecipato ad un sabba e processate da un giudice inquisitore.
Le ragazze avevano semplicemente fatto una festa tra i boschi, ma le torture cui vengono sottoposte affinché confessino, convincono Ana, la più matura ed intraprendente, a condurre un'iniziativa disperata quanto audace.
Confidando nell'imminente luna piena cui dovrebbe corrispondere il ritorno degli uomini nel villaggio dal mare, la ragazza architetta un piano che faccia guadagnare tempo, finché non possano venir salvate. L'alternativa è essere torturate fino a venire arse sul rogo senza possibilità di difendersi.
Così Ana si dichiara strega assumendo su di sé tutte le responsabilità e cominciando un fantasioso racconto in merito al sabba cui avrebbe dato luogo, avendo il solo scopo di guadagnare tempo.
Il giudice è completamente avvinto dalla capacità affabulatoria e dall'arte seduttoria della ragazza ma, anche grazie ai suoi consiglieri, accelera i tempi dell'esecuzione, considerando pericoloso affrontare il ritorno degli uomini del villaggio.
Prima di mettere al rogo le ragazze, però, appresta nel bosco le condizioni esatte del sabba, secondo quanto raccolto nella testimonianza di Ana, per avere l'occasione unica di documentare un tale rito dal vero. Le ragazze, sollecitate in tal senso, si scatenano in canti e danze sfrenate coinvolgendo un sempre più "stregato" giudice Rostegui e riuscendo, nella confusione creata, a scappare.
Legate insieme da una catena riescono però solo a raggiungere la vetta della falesia che si affaccia direttamente sul mare e, raggiunte dai soldati, decidono su ordine della solita Ana, di gettarsi e... volare.

## Riconoscimenti
- 2021 - Premio Goya
  - Premio Goya per la miglior scenografia a Mikel Serrano
  - Premio Goya per i migliori effetti speciali a Mariano García Marty e Ana Rubio
  - Premio Goya per i migliori costumi a Nerea Torrijos
  - Premio Goya per i migliori trucco e/o acconciatura a Beata Wotjowicz, Ricardo Molina
  - Premio Goya per la miglior colonna sonora a Maite Arrotajauregi, Aránzazu Calleja
  - Candidatura a Miglior attrice protagonista a Amaia Aberasturi
  - Candidatura per la Miglior fotografia a Javier Agirre
  - Candidatura per la Miglior produzione a Guadalupe Balaguer Trelles
  - Candidatura per il Miglior sonoro a Urko Garai, Josefina Rodriguez, Frédéric Hamelin e Leandro de Loredo